# Caroline Sunshine
Caroline Sunshine (født 5. september 1995) er en amerikansk skuespillerinde, danser og sanger. Hun er mest kendt for hendes rolle som Tinka Hessenheffer i Disney Channel-serien Shake It Up.

## Filmografi
| År   | Titel                | Rolle           | Noter      |
| ---- | -------------------- | --------------- | ---------- |
| 2010 | Marmaduke            | Barbara Winslow |            |
| 2012 | Behind the Scenes    | Hende selv      | Dokumentar |
| 2015 | The Outfield         | Emily Jordan    |            |
| 2017 | Mommy I Didn't Do It | Sylvie Garrett  | Tv-film    |

| År      | Titel            | Rolle              | Noter                                                      |
| ------- | ---------------- | ------------------ | ---------------------------------------------------------- |
| 2008    | What's the Word? | Hende selv         | "Johnny Kapahala: Back on Board" (sæson 1, episode 7)      |
| 2010–13 | Shake It Up      | Tinka Hessenheffer |                                                            |
| 2012    | A.N.T. Farm      | Ella               | "Some enchANTed evening" (sæson 1, episode 23)             |
| 2014    | Fish Hooks       | Alexis             | Stemme; "Algae Day/Bea Saves a Tree" (sæson 3, episode 14) |

## Skuespil
| År   | Titel                   | Rolle          |
| ---- | ----------------------- | -------------- |
| 2004 | Annie Warbucks          | Annie Warbucks |
| 2005 | Nøddeknækkeren          | Dukke          |
| 2006 | Stage Door              | Annie          |
| 2014 | Bring It On the Musical | Campbell       |

## Diskografi

### Promoverings-singler
| Sang                                                              | År   | Album            |
| ----------------------------------------------------------------- | ---- | ---------------- |
| "Roam" (sammen med Davis Cleveland, Kenton Duty og Adam Irigoyen) | 2012 | Treasure Buddies |

### Andre optrædener
| Titel                                   | År   | Album                           |
| --------------------------------------- | ---- | ------------------------------- |
| "The Star I R"                          | 2012 | Shake It Up: Live 2 Dance       |
| "All I Want For Christmas Is You"       | 2012 | Disney Channel Holiday Playlist |
| "After Party" (sammen med Roshon Fegan) | 2013 | Shake It Up: I <3 Dance         |

## Priser og nomineringer
| År   | Pris                | Kategori | Medie       | Resultat  | Kilde |
| ---- | ------------------- | --- | ----------- | --------- | ----- |
| 2011 | Young Artist Awards | Outstanding Young Ensemble in a TV Series (sammen med Bella Thorne, Zendaya, Davis Cleveland, Roshon Fegan, Adam Irigoyen og Kenton Duty) | Shake It Up | Nomineret | [ 3 ] |
| 2012 | Young Artist Awards | Outstanding Young Ensemble in a TV Series (sammen med Bella Thorne, Zendaya, Davis Cleveland, Roshon Fegan, Adam Irigoyen og Kenton Duty) | Shake It Up | Nomineret | [ 4 ] |